# Shaun Sowerby
Pour les articles homonymes, voir Sowerby.

a Compétitions nationales et continentales officielles uniquement.

b Matchs officiels uniquement.
Dernière mise à jour le 4 août 2024.
Shaun Richard Sowerby, né le 1er juillet 1978 à Vereeniging (Afrique du Sud), est un joueur de rugby à XV international sud-africain évoluant au poste de troisième ligne centre.
Après avoir joué plusieurs années avec les Sharks, le Stade français, il évolue de 2007 à 2012 au Stade toulousain, puis finit sa carrière au FC Grenoble de 2012 à 2014.
De décembre 2014 à juin 2015, il est entraîneur adjoint de Jake White, au Montpellier HR, chargé des avants. De 2019 à 2023, il est entraîneur des avants du Biarritz olympique, puis rejoint le staff de la sélection de Géorgie en 2024.

## Biographie

### Carrière de joueur
Enfant, Shaun Sowerby joue d'abord au football avant d’opter pour le rugby à l’âge de 13 ans. À l’âge de 19 ans, il est repéré par les Natal Sharks à l’occasion de la Craven Week, tournoi mettant aux prises les jeunes des différentes provinces. Il quitte donc la région de Johannesburg pour s’installer à Durban. Petit à petit, il gagne du temps de jeu avec les Sharks. Grand espoir en troisième ligne, il est sélectionné chez les moins de 19 ans, et porte même une fois la tunique des Springboks le 6 juillet 2002 contre l'équipe des Samoa. Néanmoins, à son poste de prédilection, la concurrence fait rage, et il ne parvient pas à convaincre les sélectionneurs, comme Jake White, le sélectionneur champion du monde 2007, qui garde cependant un œil sur lui.
Alors qu'il est le capitaine des Natal Sharks, il rejoint le Stade français Paris en 2004. Arrivé discrètement à Paris, il est la révélation du Top 16 au poste de numéro huit dès sa première saison et devient une pièce maîtresse du pack.
En 2005, il participe avec le Stade français à la finale de Coupe d'Europe face au Stade toulousain au Murrayfield Stadium à Édimbourg. Il est titularisé en troisième ligne avec Rémy Martin et Mauro Bergamasco. À l'issue du temps réglementaire, les deux équipes sont à égalité, 12 à 12, mais les toulousains parviennent à s'imposer 12 à 18 à l'issue des prolongations.
Il se blesse sérieusement le 14 octobre 2006 lors d'un match de championnat contre le Biarritz olympique. Victime d'une fracture bi-malléolaire à la cheville gauche, il est contraint à un arrêt de près de six mois. En fin de contrat avec le Stade français, il décide de rejoindre le Stade toulousain lors de la saison 2007-2008, en signant un contrat de deux ans plus une année en option.

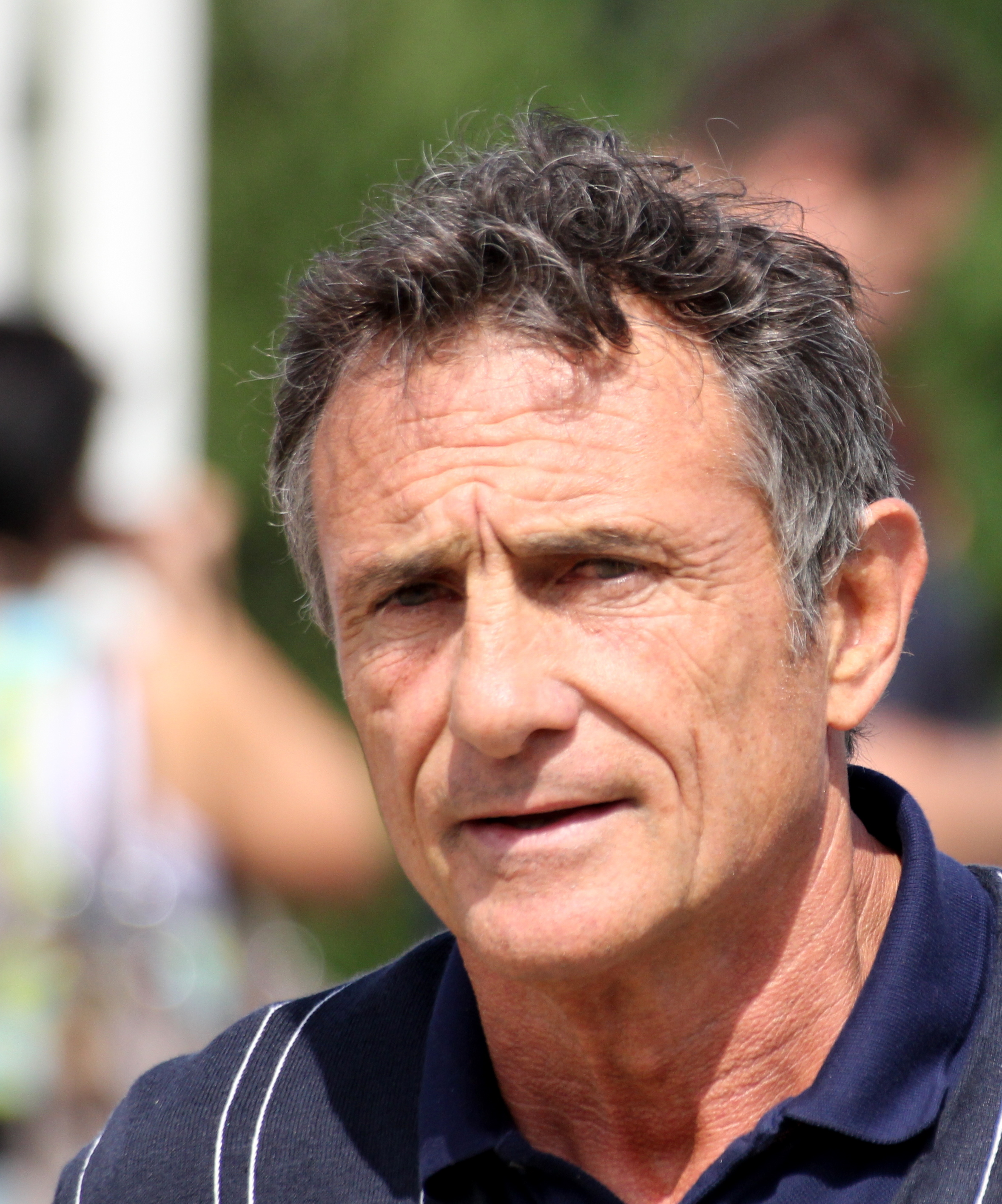
Guy Novès, ici en 2011, est l'entraîneur de Shaun Sowerby de 2007 à 2012.

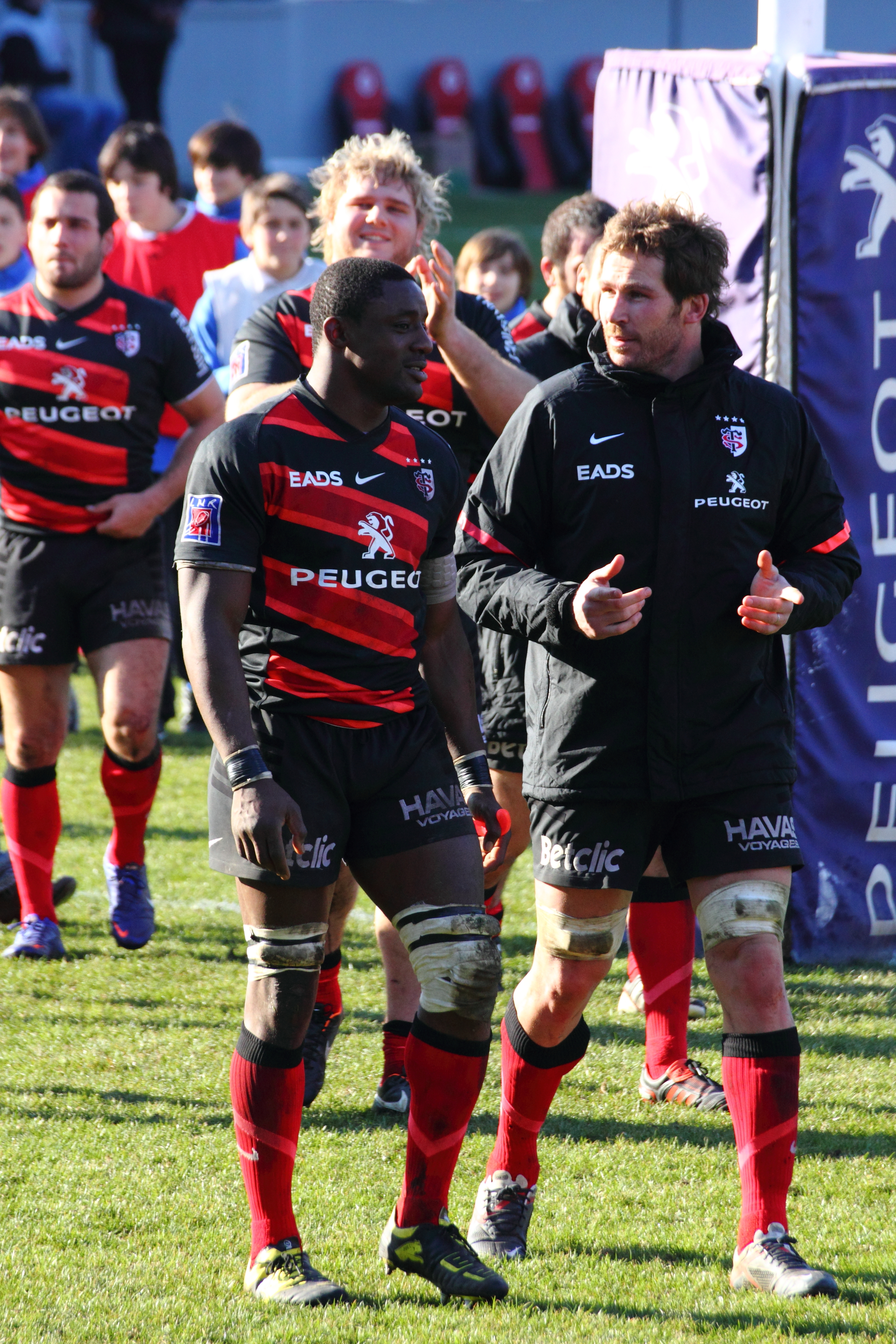
Shaun Sowerby en discussion avec Yannick Nyanga.

Il est alors considéré comme l'un des meilleurs numéros 8 du championnat, contribuant grandement à la forme du pack du Stade toulousain. Il possède une grande science et une excellente lecture du jeu. Le Stade toulousain, qui cherchait un troisième ligne centre depuis le départ de Christian Labit en 2005, en a fait son titulaire indiscutable au poste.

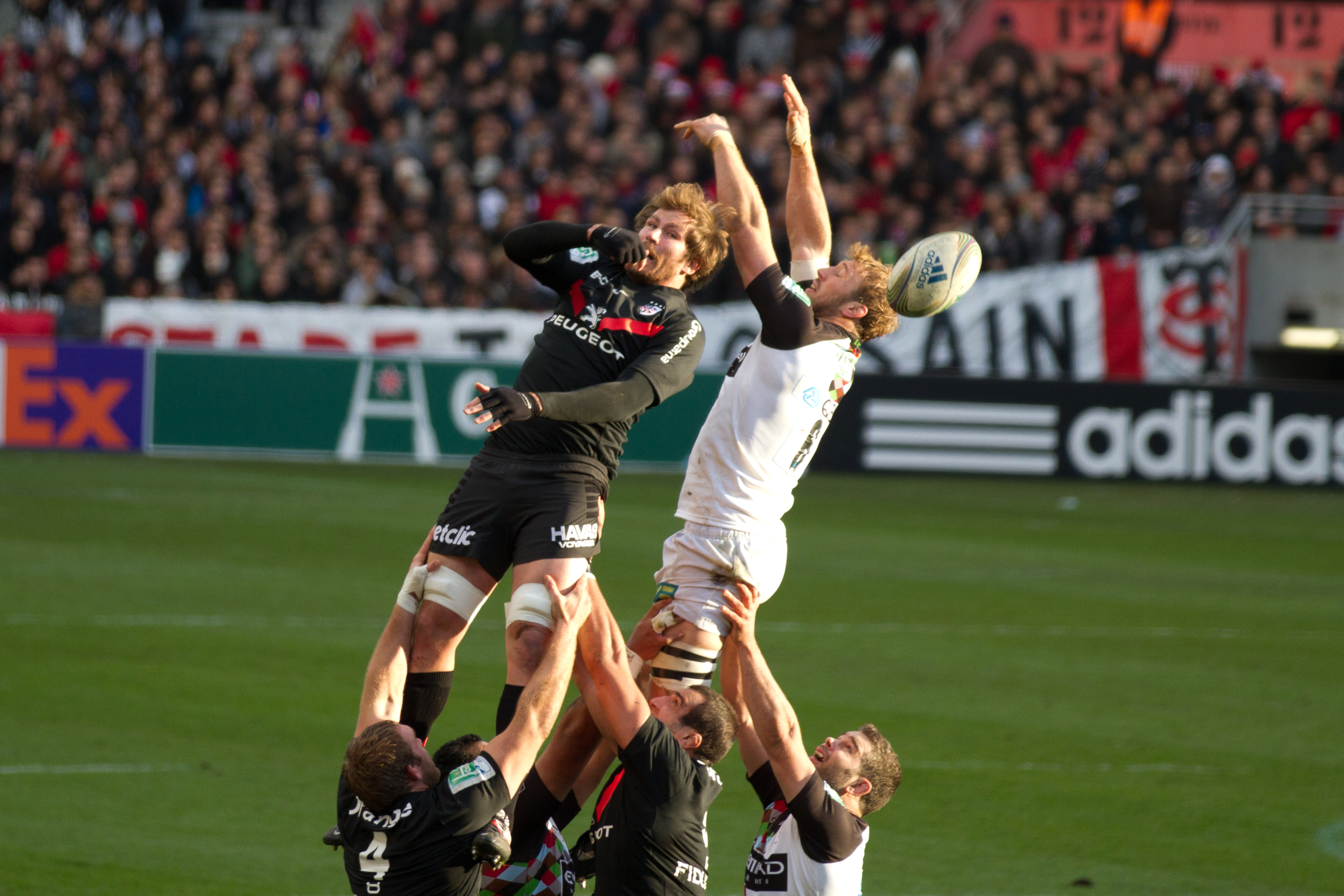
Shaun Sowerby, ici en 2011, au duel en touche face à Chris Robshaw.

En mars 2009, il est sélectionné avec le XV du président, sélection de joueurs étrangers évoluant en France coachée par Vern Cotter, pour jouer un match amical contre les Barbarians français au Stade Ernest-Wallon à Toulouse. Le XV du président l'emporte 33 à 26.
Il remporte le championnat en 2008, 2011 et 2012 et la Coupe d'Europe en 2010 avec le club toulousain. Le recrutement de Louis Picamoles en 2009 l'a détrôné peu à peu de sa place de titulaire. En 2012, il rejoint le FC Grenoble. Blessé à partir d'avril 2013, il annonce sa retraite sportive pour la fin de la saison 2013-2014.

### Carrière d'entraîneur
Il devient alors entraîneur des avants de la province sud-africaine, Eastern Province Kings, auprès de l'entraîneur Carlos Spencer, pour la saison 2014 de Currie Cup. Puis, il revient en France puisqu'il est nommé entraîneur des avants du Montpellier Hérault rugby le 29 décembre 2014, auprès du nouvel entraîneur Jake White. En 2017, il n'est pas conservé au sein du staff par le nouveau manager Vern Cotter. En 2019, il est nommé entraîneur des avants du Biarritz olympique aux côtés du nouvel entraîneur en chef Nicolas Nadau, qu'il contribue à faire remonter en Top 14 à l'issue de la saison 2020-2021. En 2021, il prolonge son contrat jusqu'en 2023 et fait équipe avec Barry Maddocks. Il ne prolonge pas son contrat à l'issue de la saison 2022-2023.
En janvier 2024, il rejoint le staff de Richard Cockerill à la tête de la Géorgie, prenant en charge la conquête. Il rejoint en juillet 2024 l'encadrement de l'Union Bordeaux Bègles pour prendre en charge la touche sur un contrat d'une saison.
| Saison      | Club                      | Division | Poste  | Classement                                                        | Coupe d'Europe   | Challenge européen            |
| ----------- | ------------------------- | -------- | ------ | ----------------------------------------------------------------- | ---------------- | ----------------------------- |
| 2014- 2015  | Montpellier Hérault rugby | Top 14   | Avants | 8e                                                                | Éliminé en poule | -                             |
| 2015 - 2016 | Montpellier Hérault rugby | Top 14   | Avants | Éliminé en demi-finale                                            | -                | Vainqueur                     |
| 2016 - 2017 | Montpellier Hérault rugby | Top 14   | Avants | Éliminé en barrages                                               | Éliminé en poule | -                             |
| 2019 - 2020 | Biarritz olympique        | Pro D2   | Avants | 6e (arrêt du championnat)                                         | -                | -                             |
| 2020 - 2021 | Biarritz olympique        | Pro D2   | Avants | 3e, défaite en finale, vainqueur en barrage d'accession au Top 14 | -                | -                             |
| 2021 - 2022 | Biarritz olympique        | Top 14   | Avants | 14e, relégué en Pro D2                                            | -                | Éliminé en huitième de finale |
| 2022 - 2023 | Biarritz olympique        | Pro D2   | Avants | 11e                                                               | -                | -                             |

## Palmarès

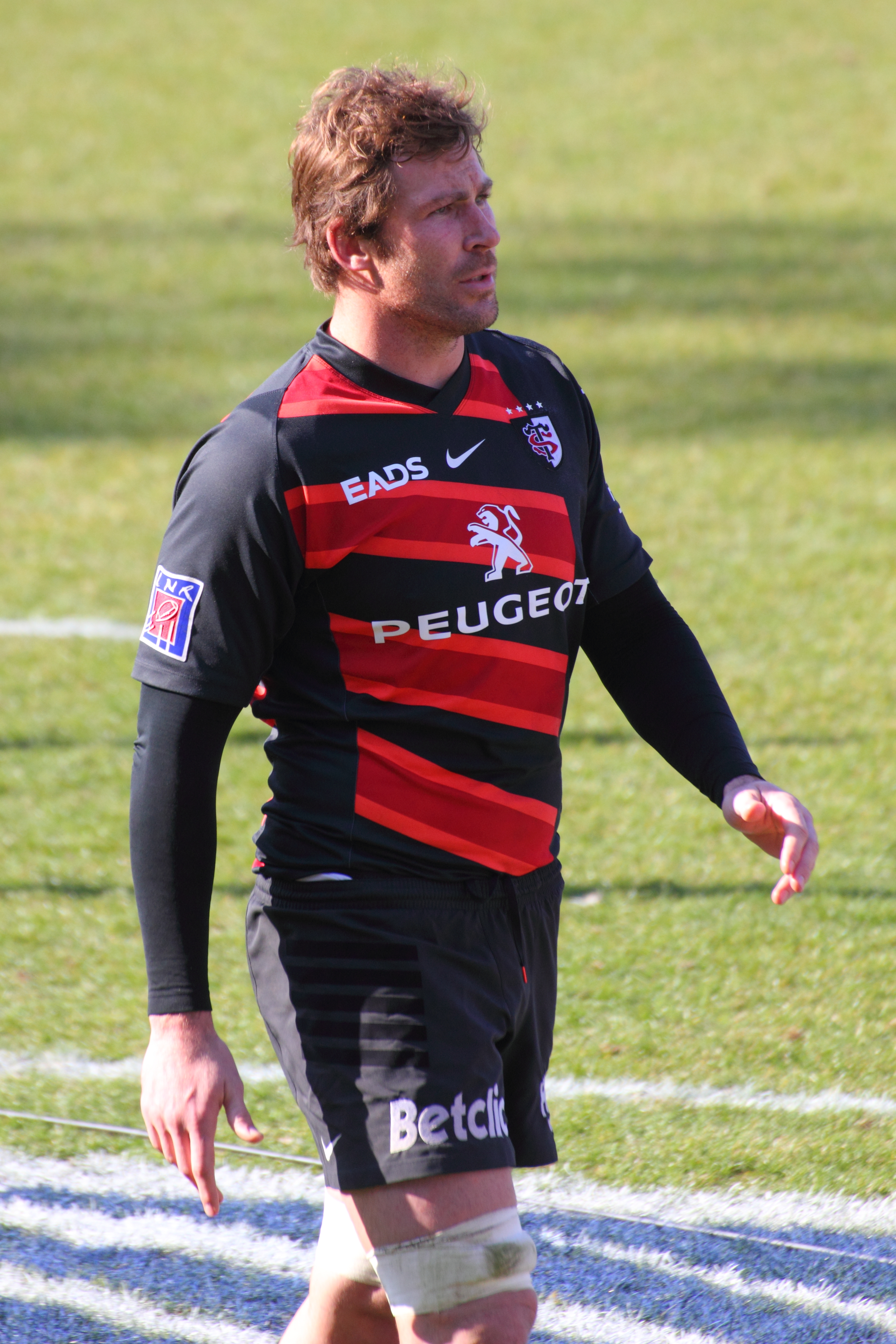
Shaun Sowerby, en 2012, avec le Stade toulousain.

### En tant que joueur
- Stade français
  - Finaliste de la Coupe d'Europe en 2005
  - Finaliste du Championnat de France en 2005
  - Vainqueur du Championnat de France en 2007

- Stade toulousain
  - Vainqueur du Championnat de France en 2008, 2011 et 2012
  - Finaliste de la Coupe d'Europe en 2008
  - Vainqueur de la Coupe d'Europe en 2010

### En tant qu'entraîneur
- Montpellier HR
  - Vainqueur du Challenge européen en 2016